# Старк, Полин
Полин Старк (англ. Pauline Starke; 10 января 1901 — 3 февраля 1977) — американская актриса немого кино.

## Биография
Родилась 10 января 1901 года в Джоплине, штат Миссури.
Дебютировала в кино у режиссёра Дэвида Гриффита в фильме «Нетерпимость» (1916). Сыграла несколько главных ролей в фильмах в 1920-е годы. Затем снималась в эпизодических ролях звукового кино, пока её не заметил режиссёр Фрэнк Борзейги, задействовавший актрису в главных ролях. Выбранная в 1922 году в качестве восходящей звезды компанией WAMPAS Baby Stars, Старк снималась во многих фильмах до 1935 года.
Умерла от последствий инсульта 3 февраля 1977 года в Санта-Монике, штат Калифорния.
Дважды была замужем: первый муж — продюсер и режиссёр Джек Уайт, второй муж — актёр Джордж Шервуд. Полин Старк удостоена за её вклад в кино собственной звезды на Голливудской аллее звёзд (6125 Hollywood Blvd).